# Gunver Hansen
Gunver Hansen (født 1943) er en dansk arkitekt, der har specialiseret sig i arkitektonisk lysdesign. Ud over projekter, der er udviklet i sit eget studie, fungerer hun ofte som konsulent for opgaver, der dækker udendørs- eller gadebelysning.